# NKG2D
NKG2D یک پروتئین تراپوسته‌ای است که در انسان توسط ژن «KLRK1» کُدگذاری می‌شود. این ژن در موش‌ها بر روی کروموزوم شمارهٔ ۶ آنها و در انسان بر روی کروموزوم ۱۲ واقع شده‌است.
این پروتئین متعلق به خانوادهٔ CD94/NKG2 از لکتین‌های نوع سی است. این پروتئین در موش‌ها بر روی سلول‌های کشنده طبیعی، لنفوسیت‌های تی کشنده، لنفوسیت تی گاما دلتا و لنفوسیت تی سلول کشنده طبیعی و ماکروفاژهای فعال بیان می‌شود. در انسان این پروتئین بر روی لنفوسیت‌های تی کشنده، لنفوسیت تی گاما دلتا ولنفوسیت‌های تی کشنده یافت می‌شود. این مولکول قادر است «پروتئین‌های خود القاشده» را از خانواده‌های «کمپلکس ایمونوژن اصلی» (MIC) و RAET1/ULBP که بر سطح سلول‌های تحت استرس، سلول‌های بدخیم و سلول‌های آلوده‌به‌ویروس ظاهر می‌شوند، تشخیص دهد.